# Christoph Wolff
Pour les articles homonymes, voir Wolff.
Christoph Wolff (né le 24 mai 1940 à Solingen) est un musicologue allemand, surtout connu pour ses travaux sur la musique, la vie et l'époque de Johann Sebastian Bach. Christoph Wolff est professeur à la faculté de l'université Harvard depuis 1976 et directeur des Archives Bach à Leipzig depuis 2001.

## Biographie
Né à Solingen, il est le fils du théologien Hans Walter Wolff (en). Il étudie l'orgue et les instruments à claviers historiques, la musicologie et l'histoire de l'art à l'université Humboldt de Berlin, à l'université Friedrich-Alexander d'Erlangen-Nuremberg et à l'Université de musique de Fribourg dont il est diplômé en 1963 et où il obtient son Ph.D. en 1966. Wolff enseigne l'histoire de la musique à l'université Friedrich-Alexander d'Erlangen-Nuremberg, à l'université de Toronto, à l'université de Princeton et à l'université Columbia avant de rejoindre l'université Harvard en 1976 comme professeur de musique.
Parmi ses ouvrages figurent Bach: Essays on His Life and Music (Cambridge, 1991), Mozart's Requiem (Berkeley, 1994), The New Bach Reader (New York, 1998) et Johann Sebastian Bach: The Learned Musician, finaliste de la sélection pour le prix Pulitzer en 2001. (New York, 2000). Il est interrogé sur L'Art de la fugue de Bach dans le documentaire Desert Fugue (en).
Christoph Wolff est lauréat du prix Bach de la Royal Academy of Music en 2006 et récipiendaire de la médaille Bach de la ville de Leipzig en 2021.

## Publications
- Autograph mit einem Kommentar von Christoph Wolff : Johann Sebastian Bach: Messe in h-Moll BWV 232 mit Sanctus in D-Dur (1724) BWV 232 III. Bärenreiter Verlag, Kassel 2009,  (ISBN 978-3-7618-1578-6).
- Christoph Wolff : Johann Sebastian Bach. 2. Aufl. S. Fischer, Frankfurt am Main 2007,  (ISBN 978-3-596-16739-5).
- Christoph Wolff : Mozarts Requiem. Geschichte, Musik, Dokumente. Mit Studienpartitur. 4. korr. Auflage. Bärenreiter, Kassel 1991,  (ISBN 3-7618-1242-6).
- Herausgeber zusammen mit Reinhold Brinkmann : The Musical Migration from Nazi Germany to the United States of America. University of California Press, Berkeley/Los Angeles 1999,  (ISBN 0-520-21413-7).